# Верхня щелепа

На анімаційному зображенні черепа

Верхньощелепна́ кі́стка (лат. maxilla) — кістка верхньої щелепи в кісткових риб, включно з чотириногими. В анатомії людини maxilla означає всю верхню щелепу.

## Людини
Верхня щелепа людини (maxilla) — парна кістка лицевого черепа. Вона має тіло (corpus maxillae) і 4 відростки: лобовий (processus frontalis), виличний (processus zygomaticus), альвеолярний (processus alveolaris) і піднебінний (processus palatinus).
Тіло верхньої щелепи (corpus maxillae) містить верхньощелепну пазуху (sinus maxillaris), що сполучається через великий верхньощелепний розтвір (hiatus maxillaris) з носовою порожниною. Цю порожнину ще називають пазухою Гаймора. Тіло має неправильну кубоподібну форму, на ньому є 4 поверхні: передня, очноямкова, підскронева і носова.
Передня поверхня (facies anterior) увігнута. Від очноямкової поверхні її відокремлює підочноямковий край (margo infraorbitalis). Нижче цього краю помітний підочноямковий отвір (foramen infraorbitale), через який виходить на поверхню кістки підочноямковий нерв (гілка трійчастого нерва V пара). Під цим отвором помітна заглибина — іклова ямка (fossa canina). На присередньому гострому краї передньої поверхні тіла верхньої щелепи добре виражена носова вирізка (incisura nasalis), яка бере участь в утворенні грушоподібного отвору. Нижній край носової вирізки виступає вперед і утворює передню носову ость (spina nasalis anterior).
Лобові відростки верхньощелепних кісток з'єднуються з лобовою кісткою, носовими і слізними кістками, виличні відростки — з виличними кістками, піднебінні — з піднебінними, альвеолярні — несуть на собі верхні зуби.